# Nusura Tiperu
Nusura Tiperu Omar là một chính trị và lập pháp người Uganda. Cô hiện là một trong chín thành viên đại diện cho Uganda trong Hội đồng Lập pháp Đông Phi lần thứ 3 (EALA) tại Arusha, Tanzania. Cô đã được bầu vào vị trí đó vào tháng 6 năm 2012, trong năm năm tiếp theo. Cô cũng từng giữ vị trí này từ tháng 6 năm 2007 đến tháng 6 năm 2012, trong Phiên họp EALA lần thứ 2.

## Bối cảnh và giáo dục
Cô được sinh ra ở quận Yumbe, tiểu vùng West Nile, ở Bắc Uganda vào ngày 21 tháng 10 năm 1974. Nusura Tiperu theo học Học viện thị trấn Mukono ở quận Mukono cho các nghiên cứu A-level của cô, từ năm 1992 đến năm 1993. Sau đó, cô vào Đại học Makerere, trường đại học lâu đời nhất ở Uganda, nơi cô học Khoa học Xã hội từ năm 1994 đến năm 1997. Cô tốt nghiệp với bằng Cử nhân Nghệ thuật Khoa học Xã hội.   

## Lịch sử công việc
Từ năm 1996 đến năm 2001, cô là Nữ nghị sĩ trẻ của Quốc hội, đại diện cho tất cả phụ nữ trẻ ở Uganda. Sau đó, Tiperu được bầu làm Thành viên Quốc hội, đại diện cho Quận Yumbe trong Quốc hội từ năm 2001 đến năm 2006. Từ năm 2007 đến 2012, cô phục vụ trong Hội đồng Lập pháp Đông Phi ở Arusha, Tanzania, đại diện cho Cộng hòa Uganda. Vào tháng 6 năm 2012, cô đã được bầu lại để phục vụ trong cùng khả năng cho một nhiệm kỳ năm năm nữa.

## Các trách nhiệm khác
Cô là Chủ tịch của Hiệp hội Phụ nữ Hồi giáo Quốc tế và cũng là thành viên của Ủy ban Điều hành Trung ương của Phong trào Kháng chiến Quốc gia, đảng chính trị cầm quyền ở Uganda từ năm 1986. Nusura Tiperu Omar đã kết hôn. Cô được báo cáo là thông thạo các ngôn ngữ sau: tiếng Anh, tiếng Swirin, Alur và Luganda. Từ năm 2012 đến 2015, cô là thành viên của Ủy ban EALA. Ủy ban "quản lý các công việc của Hội đồng, tổ chức kinh doanh và chương trình của Hạ viện, và đề cử các thành viên của các ủy ban khác".